# Armeniakon

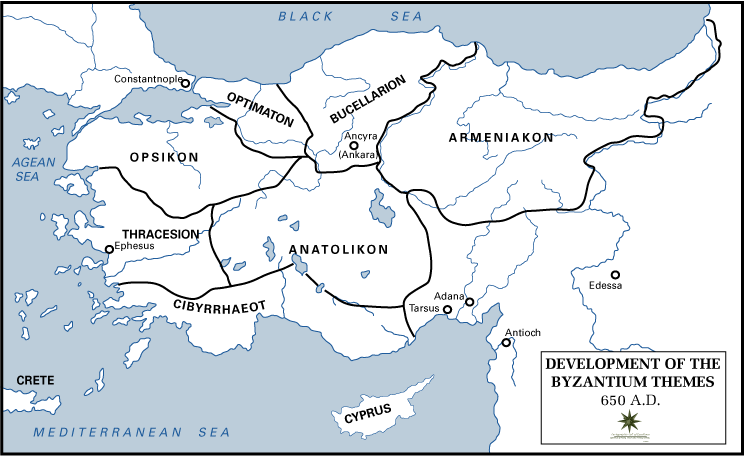
Armeniakon als byzantinisches Thema um das Jahr 650.

Armeniakon (mittelgriechisch Ἀρμενιακόν) oder Thema der Armeniaken (θέμα Άρμενιάκων), war eine byzantinische Militärprovinz (Thema). Sie befand sich im Nordosten der heutigen Türkei, Hauptstadt war Amasya. Nach Ibn al-Faqih waren hier 9000 Soldaten stationiert. Vermutlich entstand das Thema, als sich um das Jahr 650 die Truppen des magister militum per Armeniam nach Kleinasien zurückzogen, was auch den Namen erklären würde.